# Wormaldia kakopteros
Wormaldia kakopteros är en nattsländeart som beskrevs av Malicky 1972. Wormaldia kakopteros ingår i släktet Wormaldia och familjen stengömmenattsländor. Inga underarter finns listade i Catalogue of Life.